# فرودگاه بین‌المللی ساوثوست فلوریدا
فرودگاه بین‌المللی ساوثوست فلوریدا (به انگلیسی: Southwest Florida International Airport) یک فرودگاه همگانی بهره‌برداری هوایی (۲۰۰۹) با کد یاتا RSW است که یک باند فرود آسفالت دارد و طول باند آن ۳۶۵۸ متر است. این فرودگاه در کشور ایالات متحده آمریکا قرار دارد و در ارتفاع ۹ متری از سطح دریا واقع شده‌است.

## شرکت‌های هواپیمایی و مقصدهای پروازی

### مسافری
| شرکت‌های هواپیمایی                      | مقصدهای پروازی | Refs   |
| -------------------------------------- | --- | ------ |
| ایر کانادا                             | فصلی: مونترآل-پییر الیوت ترودو (برقراری مجدد از ۱۴ دسامبر ۲۰۱۷) |        |
| ایر کانادا روژ                         | پیرسون تورنتو | [ ۱ ]  |
| امریکن ایرلاینز                        | شارلوت داگلاس، اوهر شیکاگو، دالاس-فورت ورث، فیلادلفیا فصلی: ملی رونالد ریگان واشینگتن | [ ۲ ]  |
| امریکن ایگل                            | ملی رونالد ریگان واشینگتن | [ ۲ ]  |
| دلتا ایرلاینز                          | هارتسفیلد-جکسون آتلانتا، لوگان، سینسیناتی/کنتاکی شمالی، متروپولیتن شهرستان وین دیترویت، مینیاپولیس−سنت پل، لاگواردیا فصلی: جان اف کندی | [ ۳ ]  |
| دلتا کانکشن                            | Seasonal: لوگان، سینسیناتی/کنتاکی شمالی، پورت کلمبوس، ایندیاناپلیس، جان اف کندی، لاگواردیا، رالی-دورهام (برقراری مجدد از ۲۳ دسامبر ۲۰۱۷; ends ۲ ژانویه ۲۰۱۸) | [ ۳ ]  |
| یورو وینگز اجرا توسط سان‌اکسپرس دویچلند | فصلی: کلن بن (آغاز از ۴ مه ۲۰۱۸), مونیخ (آغاز از ۱ مه ۲۰۱۸) | [ ۵ ]  |
| فرانتیر ایرلاینز                       | بوفالو نیاگارا (آغاز از ۱۰ دسامبر ۲۰۱۷)، سینسیناتی/کنتاکی شمالی، کلیولند هاپکینز، دنور، متروپولیتن شهرستان وین دیترویت، کانزاس‌سیتی (آغاز از ۱۰ دسامبر ۲۰۱۷), لانگ آیلند مک‌آرتور (آغاز از ۵ اکتبر ۲۰۱۷), فیلادلفیا (آغاز از ۵ اکتبر ۲۰۱۷), تی.اف. گرین (آغاز از ۶ اکتبر ۲۰۱۷) فصلی:Colorado Springs (آغاز از ۵ اکتبر ۲۰۱۷) پورت کلمبوس، ایندیاناپلیس، ژنرال میچل، نشویل (آغاز از ۶ اکتبر ۲۰۱۷)، لامبرت-ست لوی | [ ۷ ]  |
| جت‌بلو                                  | لوگان، بردلی، لیبرتی نیوآرک، جان اف کندی، ملی رونالد ریگان واشینگتن، شهرستان وستچستر | [ ۸ ]  |
| سیلور ایرویز                           | کی وست، لیندن پیندلینگ، اورلاندو | [ ۹ ]  |
| ساوت‌وست ایرلاینز                       | هارتسفیلد-جکسون آتلانتا، ثرگود مارشال بالتیمور واشینگتن، میدوی شیکاگو، پورت کلمبوس، بردلی، ایندیاناپلیس، پیتسبورگ، لامبرت-ست لوی فصلی: آلبانی، بوفالو نیاگارا، کلیولند هاپکینز، دنور، بیشاپ، جرالد فورد، کانزاس‌سیتی، ژنرال میچل، مینیاپولیس−سنت پل، نشویل، تی.اف. گرین، ملی رونالد ریگان واشینگتن | [ ۱۰ ] |
| Spirit Airlines                        | اتلنتیک سیتی، اوهر شیکاگو، متروپولیتن شهرستان وین دیترویت فصلی: اکران، ثرگود مارشال بالتیمور واشینگتن، لوگان، کلیولند هاپکینز، بردلی (آغاز از ۹ نوامبر ۲۰۱۷)، منطقه‌ای آرنولد پالمر، مینیاپولیس−سنت پل، پیتسبورگ (آغاز از ۹ نوامبر ۲۰۱۷) | [ ۱۲ ] |
| Sun Country Airlines                   | مینیاپولیس−سنت پل، لوئیز مونز مارین | [ ۱۳ ] |
| یونایتد ایرلاینز                       | جرج بوش، لیبرتی نیوآرک فصلی: اوهر شیکاگو، کلیولند هاپکینز، دنور | [ ۱۴ ] |
| یونایتد اکسپرس                         | فصلی: اوهر شیکاگو، جرج بوش، لیبرتی نیوآرک | [ ۱۴ ] |
| وست جت                                 | پیرسون تورنتو فصلی: مک‌دونالد-کارتیر اتاوا | [ ۱۵ ] |

### باری
| شرکت‌های هواپیمایی | مقصدهای پروازی                |
| ----------------- | ----------------------------- |
| فدکس اکسپرس       | ممفیس                         |
| یوپی‌اس ایرلاینز   | فورت لادردیل–هالیوود، لوئیویل |